# خط طول 123° غرب
خط طول 123° غرب هو أحد خطوط الطول الجغرافية، والتي تمتد من القطب الشمالي الجغرافي إلى القطب الجنوبي الجغرافي، وحسب التحويل الزمني يتأخر خط طول 123° غرب عن خط غرينتش بـ8 ساعات و12 دقيقة.

## من القطب إلى القطب
ينطلق خط طول 123° غرب من القطب الشمالي نحو القطب الجنوبي مرورا بالمناطق التي ترد في الجدول التالي:
| الإحداثيات                           | البلد أو الإقليم أو البحر | ملاحظات |
| ------------------------------------ | ------------------------- | --- |
| 90°0′N 123°0′W / 90.000°N 123.000°W  | المحيط المتجمد الشمالي    | |
| 76°6′N 123°0′W / 76.100°N 123.000°W  | كندا                      | الأقاليم الشمالية الغربية — جزيرة الأمير باتريك |
| 76°1′N 123°0′W / 76.017°N 123.000°W  | مضيق مكلور [لغات أخرى]‏    | |
| 74°27′N 123°0′W / 74.450°N 123.000°W | كندا                      | الأقاليم الشمالية الغربية — جزيرة بانكس |
| 71°5′N 123°0′W / 71.083°N 123.000°W  | خليج أموندسن              | |
| 69°49′N 123°0′W / 69.817°N 123.000°W | كندا                      | الأقاليم الشمالية الغربية — مرورا عبر the بحيرة الدب العظيم كولومبيا البريطانية — من 60°0′N 123°0′W / 60.000°N 123.000°W, مرورا بشرق فانكوفر (في 49°15′N 123°0′W / 49.250°N 123.000°W) |
| 49°4′N 123°0′W / 49.067°N 123.000°W  | Boundary Bay              | |
| 48°40′N 123°0′W / 48.667°N 123.000°W | الولايات المتحدة          | واشنطن (ولاية) — Orcas Island, Shaw Island و San Juan Island |
| 48°27′N 123°0′W / 48.450°N 123.000°W | مضيق خوان دي فوكا         | |
| 48°5′N 123°0′W / 48.083°N 123.000°W  | الولايات المتحدة          | واشنطن (ولاية) أوريغون — من 46°8′N 123°0′W / 46.133°N 123.000°W, مرورا عبر سايلم (في 44°56′N 123°0′W / 44.933°N 123.000°W) كاليفورنيا — من 42°1′N 123°0′W / 42.017°N 123.000°W         |
| 38°18′N 123°0′W / 38.300°N 123.000°W | المحيط الهادئ             | |
| 48°5′N 123°0′W / 48.083°N 123.000°W  | الولايات المتحدة          | كاليفورنيا — Point Reyes |
| 38°0′N 123°0′W / 38.000°N 123.000°W  | المحيط الهادئ             | |
| 37°42′N 123°0′W / 37.700°N 123.000°W | الولايات المتحدة          | كاليفورنيا — Southeast Farallon Island |
| 37°42′N 123°0′W / 37.700°N 123.000°W | المحيط الهادئ             | |
| 60°0′S 123°0′W / 60.000°S 123.000°W  | المحيط الجنوبي            | |
| 73°41′S 123°0′W / 73.683°S 123.000°W | القارة القطبية الجنوبية   | المطالب الإقليمية بالقارة القطبية الجنوبية |